# Singly na prvním místě v roce 2002 (USA)
Jedničky hitparády Hot 100 za rok 2002 podle časopisu Billboard.
| Datum vydání  | Píseň                  | Umělec                       |
| 5. ledna      | How You Remind Me      | Nickelback                   |
| 12. ledna     | How You Remind Me      | Nickelback                   |
| 19. ledna     | U Got It Bad           | Usher                        |
| 26. ledna     | U Got It Bad           | Usher                        |
| 2. února      | U Got It Bad           | Usher                        |
| 9. února      | U Got It Bad           | Usher                        |
| 16. února     | U Got It Bad           | Usher                        |
| 23. února     | Always on Time         | Ja Rule feat. Ashanti        |
| 2. března     | Always on Time         | Ja Rule feat. Ashanti        |
| 9. března     | Ain't It Funny (remix) | Jennifer Lopez feat. Ja Rule |
| 16. března    | Ain't It Funny (remix) | Jennifer Lopez feat. Ja Rule |
| 23. března    | Ain't It Funny (remix) | Jennifer Lopez feat. Ja Rule |
| 30. března    | Ain't It Funny (remix) | Jennifer Lopez feat. Ja Rule |
| 6. dubna      | Ain't It Funny (remix) | Jennifer Lopez feat. Ja Rule |
| 13. dubna     | Ain't It Funny (remix) | Jennifer Lopez feat. Ja Rule |
| 20. dubna     | Foolish                | Ashanti                      |
| 27. dubna     | Foolish                | Ashanti                      |
| 4. května     | Foolish                | Ashanti                      |
| 11. května    | Foolish                | Ashanti                      |
| 18. května    | Foolish                | Ashanti                      |
| 25. května    | Foolish                | Ashanti                      |
| 1. června     | Foolish                | Ashanti                      |
| 8. června     | Foolish                | Ashanti                      |
| 15. června    | Foolish                | Ashanti                      |
| 22. června    | Foolish                | Ashanti                      |
| 29. června    | Hot in Herre           | Nelly                        |
| 6. července   | Hot in Herre           | Nelly                        |
| 13. července  | Hot in Herre           | Nelly                        |
| 20. července  | Hot in Herre           | Nelly                        |
| 27. července  | Hot in Herre           | Nelly                        |
| 3. srpna      | Hot in Herre           | Nelly                        |
| 10. srpna     | Hot in Herre           | Nelly                        |
| 17. srpna     | Dilemma                | Nelly feat. Kelly Rowland    |
| 24. srpna     | Dilemma                | Nelly feat. Kelly Rowland    |
| 31. srpna     | Dilemma                | Nelly feat. Kelly Rowland    |
| 7. září       | Dilemma                | Nelly feat. Kelly Rowland    |
| 14. září      | Dilemma                | Nelly feat. Kelly Rowland    |
| 21. září      | Dilemma                | Nelly feat. Kelly Rowland    |
| 28. září      | Dilemma                | Nelly feat. Kelly Rowland    |
| 5. října      | A Moment Like This     | Kelly Clarkson               |
| 12. října     | A Moment Like This     | Kelly Clarkson               |
| 19. října     | Dilemma                | Nelly feat. Kelly Rowland    |
| 26. října     | Dilemma                | Nelly feat. Kelly Rowland    |
| 2. listopadu  | Dilemma                | Nelly feat. Kelly Rowland    |
| 9. listopadu  | Lose Yourself          | Eminem                       |
| 16. listopadu | Lose Yourself          | Eminem                       |
| 23. listopadu | Lose Yourself          | Eminem                       |
| 30. listopadu | Lose Yourself          | Eminem                       |
| 7. prosince   | Lose Yourself          | Eminem                       |
| 14. prosince  | Lose Yourself          | Eminem                       |
| 21. prosince  | Lose Yourself          | Eminem                       |
| 28. prosince  | Lose Yourself          | Eminem                       |